# Anencefalia
L'anencefalia è una malformazione congenita grave che si può riscontrare durante il primo mese di gravidanza, quando il nascituro appare privo totalmente o parzialmente della volta cranica e dell'encefalo.

## Epidemiologia
La percentuale sul totale dei nascituri si attesta su valori molto bassi (meno di 1 su 1000).

## Segni clinici
Il primo segno clinico è la mancanza di neurulazione craniale (mancata chiusura del neuroporo anteriore al 24º giorno), che comporta gravi squilibri e scompensi.

## Eziologia
Generalmente la causa è idiopatica, con molteplici fattori all'origine.

## Cause di morte
L'assenza non soltanto della volta ma anche dei tessuti che si trovano attorno (vengono a mancare, quindi, cervello, emisferi cerebrali, cranio, ecc.), portano alla sicura morte del nascituro.